# Еловдол (област Перник)
 За другото българско село вижте Еловдол (Софийска област).  
Еловдол е село в Западна България. То се намира в община Земен, област Перник.

## География
Село Елов дол се намира в западна България, в Руйско-Верилската планина на 62 км западно от София.
В близост до него по поречието на река Светля е минавал стар средновековен път. В турско време е бил също използван, по него са минали турски войски при оттеглнето им през Руско-турската война (1877 – 1878).

## История
Църквата в селото „Св. Дух“, е построена през 1873 г. Роденият в с. Елов дол Влайко Алексиев, при ремонт на къщата на дядо Томан, през 70 те г. на мналия век, намира в зида ѝ документ, който е издаден от администрацията на турския султан, с който се разрешава строителството на настоящата църква. В него се упоменава какви могат да бъдат максималните допустими размери: дълж.ширина, височина и т.н.
При избухването на Балканската война в 1912 година 2 души от Еловдол са доброволци в Македоно-одринското опълчение.

## Културни и природни забележителности
На близо е Чепински манастир „св пророк Илия“, построен през 1892 г., върху основите на стар манастир и църква. В края на 90-те години на 20 век и началото на 21 век църквата на манастира е спасена от разрушаване от Велко и Петър Алексиеви от с. Елов дол, които за целта наемат работници от Чепино.

## Редовни събития
- В миналото се е провеждал голям събор пред черквата до училището на празника „Св. Троица“.

Черквата носи същото име. С идването на комунистите на власт съборът е премахнат и се заменя със събор в чест на партизаните от село Еловдол, участници в радомирският партизански отряд.
Радетели за възстановяване на древните религиозни обичаи са се заели с възстановяване на събора „Св. Троица“.
- Най-интересното събитие е празникът „Сурва“, който се провежда на Василовден но постарому – на 13 – 14 януари. Този древен езически обичай, преминал по-късно в християнски (сурвакари прогонващи злите духове) се е запазил и до днес, предаван от поколение на поколение. Групата на сурвакарите е печелила многократно призови места на провеждащия се кукерски национален фестивал в гр. Перник.

### Известни личности
- Мария Гигова

Трикратната световна шампионка по художествена гимнастика и заслужил майстор на спорта Мария Гигова е родена в с. Елов дол през 1947 г. Понастоящем обявената за гимнастичка на века и носителка на множество европейски и световни призове е международен съдия по художествена гимнастика и председател на Българската федерация по художествена гимнастика.